# Ryder Cup 1933
La 4ª edizione della Ryder Cup si tenne al Southport and Ainsdale Golf Club di Southport, Inghilterra, tra il 26 ed il 27 giugno 1933.

## Formato
La Ryder Cup è un torneo match play, in cui ogni singolo incontro vale un punto. Dalla prima edizione fino al 1959, il formato consiste, il primo giorno, in incontri tra otto coppie, quattro per squadra, in "alternate shot" , mentre il secondo in otto singolari, per un totale di 12 punti; di conseguenza, per vincere la coppa sono necessari almeno 6½ punti. Tutti gli incontri sono giocati su un massimo di 36 buche.

## Squadre
Regno Unito
- John Henry Taylor — capitano
- Percy Alliss
- Abe Mitchell
- William Davies
- Alf Padgham
- Charles Whitcombe
- Arthur Havers
- Syd Easterbrook
- Alf Perry
- Arthur Lacey

 Stati Uniti
- Walter Hagen — capitano
- Gene Sarazen
- Olin Dutra
- Craig Wood
- Ed Dudley
- Denny Shute
- Paul Runyan
- Billy Burke
- Leo Diegel
- Horton Smith

## Risultati

### Incontri 4 vs 4 del venerdì
| Regno Unito (bandiera) | Risultati | Stati Uniti (bandiera) |
| ---------------------- | --------- | ---------------------- |
| Alliss/Whitcombe       | pari      | Sarazen/Hagen          |
| Mitchell/Havers        | 3 & 2     | Dutra/Shute            |
| Davies/Easterbrook     | 1 up      | Wood/Runyan            |
| Padgham/Perry          | 1 up      | Dudley/Burke           |
| 2½                     | Parziale  | 1½                     |
| 2½                     | Totale    | 1½                     |

### Singolari del sabato
| Regno Unito (bandiera) | Risultati | Stati Uniti (bandiera) |
| ---------------------- | --------- | ---------------------- |
| Alf Padgham            | 6 & 4     | Gene Sarazen           |
| Abe Mitchell           | 9 & 8     | Olin Dutra             |
| Arthur Lacey           | 2 & 1     | Walter Hagen           |
| William Davies         | 4 & 3     | Craig Wood             |
| Percy Alliss           | 2 & 1     | Paul Runyan            |
| Arthur Havers          | 4 & 3     | Leo Diegel             |
| Syd Easterbrook        | 1 up      | Denny Shute            |
| Charles Whitcombe      | 2 & 1     | Horton Smith           |
| 4                      | Parziale  | 4                      |
| 6½                     | Totale    | 5½                     |